# Давид II (католикос Агвана)
Давид II — 24-й глава алуанского католикосата Армянской апостольской церкви, пробыл на должности 4 года, сменив прошлого католикоса Овсеп I.
Как и его предшественник, избран от епископства Амарасского.
Моисей Каганкатваци пишет о нём: «растратил земли и сосуды святые, и потому был отравлен злодеями».